# Bolton-Gletscher
Der Bolton-Gletscher ist ein Gletscher an der Danco-Küste des Grahamlands auf der Antarktischen Halbinsel. Er fließt in das Kopfende des Briand-Fjords in der Flandernbucht.
Der Falkland Islands Dependencies Survey kartierte ihn anhand von Luftaufnahmen der Hunting Aerosurveys Ltd. aus den Jahren 1956 und 1957. Das UK Antarctic Place-Names Committee benannte ihn 1960 nach dem britischen Fotografiepionier William Blanchard Bolton (1848–1889), der im Jahr 1864 gemeinsam mit Benjamin Jones Sayce (1839–1895) das Bromsilberemulsionsverfahren für die Kollodium-Trockenplattenfotographie entwickelt hatte.